# Toon Boom
Toon Boom är namnet på en mjukvara som används för att skapa animerad film. Mjukvaran utvecklas av det kanadensiska företaget Toon Boom Animation Inc. Toon Boom finns i flera version som  är tänkta för olika användningsområden. Programmet kan hantera 2D och 3D samtidigt. Inspiration till vissa lösningar i programmen har hämtats från motsvarande programvara utvecklad av Cambridge Animation Systems, Användare av programmet Animo kan därför känna igen delar i Toon Boom.